# مسند الفردوس (كتاب)
مسند الفردوس هو مجلد يحتوي على مجموعة من الأحاديث جمعها العالم الإسلامي أبو منصور الديلمي (المتوفي 558 هـ / 1162 م).

## وصف الكتاب
يحتوي المسند على ما يقرب من ثلاثة آلاف حديث وفقًا للمكتبة الشاملة. لا يحظى هذا الكتاب بشعبية بين علماء الإسلام؛ لأن سلسلة الرواة لم تُذكر على وجه التحديد عند الاستشهاد بالحديث.

## النشر
نشر الكتاب العديد من الناشرين باللغة العربية.
مسند الفردوس: مكتبة الأستاذ الدكتور محمد بن تركي التركي، تركيا.